# Cacilda Borges Barbosa
Cacilda Campos Borges Barbosa (Río de Janeiro, 18 de mayo de 1914 - 6 de agosto de 2010) fue una profesora de música, directora, compositora y pianista brasileña. También fue una de las pioneras de la música electrónica en Brasil.

## Biografía
Cacilda nació en Río de Janeiro, Brasil . Desde pequeña presentó interés por la música y disfrutó del apoyo de su familia. En 1928 entró en la Escuela Nacional de Música, en Río de Janeiro, donde estudió armonía con Lima Coutinho, contrapunto y fuga con Lorenzo Fernández, composición con Paulo Silva, piano con Antônio Francisco Braga, dirección con Paulinho Chaves y calirrítmia y califasia con Francisco Mignone. También recibió lecciones de canto con María Figueiró Bezerra y Vera Janacópulos y de instrumentación con Ernst Widmer.
Después de completar su educación, trabajó como pianista interpretando valses y chorinhos con grupos de danza y compuso piezas para ellos. En 1950 publicó el primer volumen de la serie Estudos Brasileiros para Canto y se convirtió en directora de la orquesta de radio Mayrink Veiga. Participó en proyectos educativos junto con Heitor Villa-Lobos desde 1930 en la Superintendencia de Educação Musical y Artística (SEMA) y fue la primera directora del actual Instituto Villa-Lobos de Río de Janeiro. Durante estos años también fue jefe del Servicio de Educación Musical del estado de Guanabara (actualmente parte del estado de Río de Janeiro). 
En la década de 1950 fue profesora de música de cámara en la Escuela Nacional de Música y, hasta la década de 1990, enseñó composición en el Conservatorio Brasileño de Música y ritmoplastia en la Escuela de Danza del Teatro Municipal de Río de Janeiro además de dar clase en muchas otras escuelas de música de Brasil. En 1971 dirigió un corazón con unas 40.000 voces con estudiantes de las escuelas de música oficiales de Rio, en conmemoración de la Semana de la Independencia de Brasil (también llamada Semana da Pátria).  El 1988 escribió Diorama, una obra didáctica con 50 estudios para piano basados en ritmos brasileños y que tiene como objetivo preparar al estudiante para los Estudos Brasileiros.  El 6 de agosto de 2010, Cacilda murió en la ciudad de Volta Redonda, dejando una gran legado de obras, muchas con valor pedagógico. Parte de su trabajo aún permanece en manuscrito en la colección de la familia Barbosa.

## Ritmoplastia
La ritmoplastia es un método que creó Cacilda para transcribir danzas populares y folclóricas brasileñas. Con la ayuda de la coreógrafa Clara Semeles, Cacilda desarrolló esta escritura que combina notación musical con plastias, símbolos que representan gestos corporales. Estas plastias se colocan debajo de los ritmos escritos con notación musical.
A continuación, algunos ejemplos de plastias:
| Símbolo                 | Español                      |
|                         | palmas                       |
|                         | flexión (piernas extendidas) |
|                         | tensión (piernas extendidas) |
|                         | paso al frente               |
|                         | paso a la derecha            |
|                         | paso a la izquierda          |
|                         | paso para atrás              |
|                         | pies juntos                  |
| (izquierda) \|(derecha) | pierna elevada al frente     |
| (izquierda) \|(derecha) | pierna elevada atrás         |
| (izquierda) \|(derecha) | pierna elevada a un lado     |
|                         | balancearse                  |
|                         | brazos                       |
|                         | brazos para abajo            |
|                         | brazos para arriba           |
|                         | zapateado                    |

## Obra
Su obra incluye diferentes estudios por canto, piano y acordeón, ballets, piezas orquestales y de cámara, además de decenas de fugas instrumentales. La colección de Dioramas, piezas con objetivo pedagógico para piano, tienen una amplia divulgación.
Su obra incluye:
- Procissão da Chuva (amb lletra de Wilson Rodrigues), 1986
- Estudos Brasileiros para piano e canto, 1950
- Estudos Brasileiros para piano, 1965
- Little Entrance Music
- Chibraseando, 1973
- Cota zero, 1969
- Lamentações onomatopaicas
- Missa em fugas, 1971
- Segunda missa brasileira, 1968
- Uirapiranga (ballet), 1955
- Fugas
- Tríptico
- Trio de Palhetas
- Estrela do Mar
- Rio de Janeiro - suíte para cordas
- Concerto para trombone
- Trio para trombones
- Solo para flauta doce e piano
- Fuga XIX

También ha escrito diferentes obras de carácter pedagógico, como por ejemplo:
- Educação musical através do teclado (com Maria de Lourdes Junqueira Gonçalves), 5 vol.
- Estudos de ritmo e som, nos níveis preparatórios, 1º, 2º, 3º e 4º anos
- Diorama para piano nos níveis preparatório, 1º, 2º e 3º anos